# Ray Spalding
Raymond Mark "Ray" Spalding (Louisville, Kentucky, 11 de marzo de 1997) es un baloncestista estadounidense que pertenece a la plantilla de los Osos de Manatí de la G League. Con 2,08 metros de estatura, juega en la posición de ala-pívot.

## Trayectoria deportiva

### Universidad
Jugó tres temporadas con los Cardinals de la Universidad de Louisville, en las que promedió 8,1 puntos, 6,3 rebotes y 1,1 tapones por partido. Tras su temporada júnior anunció que se presentaría al Draft de la NBA, renunciando a su última temporada como universitario.

#### Estadísticas
| Año     | Equipo     | PJ  | PT | MPP  | %TC  | %3P  | %TL  | RPP | APP | ROB | TPP | PPP  |
| ------- | ---------- | --- | -- | ---- | ---- | ---- | ---- | --- | --- | --- | --- | ---- |
| 2015–16 | Louisville | 30  | 6  | 17.5 | .560 | .333 | .500 | 4.3 | .5  | .9  | .7  | 5.6  |
| 2016–17 | Louisville | 34  | 8  | 19.2 | .590 | .000 | .545 | 5.5 | .5  | .6  | .9  | 5.9  |
| 2017–18 | Louisville | 36  | 34 | 27.7 | .543 | .269 | .640 | 8.7 | 1.3 | 1.5 | 1.7 | 12.3 |
| Total   | Total      | 100 | 48 | 21.7 | .557 | .240 | .579 | 6.3 | .9  | 1.0 | 1.1 | 8.1  |

### Profesional
Fue elegido en la quincuagésimo sexta posición del Draft de la NBA de 2018 por Philadelphia 76ers, pero esa misma noche sus derechos fueron traspasados a los Dallas Mavericks junto a la elección 60 del draft, Kostas Antetokounmpo, a cambio de Shake Milton, la elección 54.
El 20 de febrero de 2019 firmó un cointrato por does días con los Phoenix Suns.

## Estadísticas de su carrera en la NBA

### Temporada regular
| Año     | Equipo  | PJ | PT | MPP  | %TC  | %3P  | %TL  | RPP | APP | ROB | TPP | PPP |
| ------- | ------- | -- | -- | ---- | ---- | ---- | ---- | --- | --- | --- | --- | --- |
| 2018-19 | Dallas  | 1  | 0  | 1.0  | –    | –    | –    | .0  | .0  | .0  | .0  | 0.0 |
| 2018-19 | Phoenix | 13 | 3  | 11.3 | .532 | .000 | .333 | 3.7 | .4  | .7  | .6  | 4.2 |
| 2020-21 | Houston | 2  | 0  | 9.5  | .500 | .000 | .000 | 2.0 | .0  | .0  | 1.0 | 2.0 |
| Total   | Total   | 16 | 3  | 10.4 | .529 | .000 | .286 | 3.3 | .3  | .6  | .6  | 3.6 |

### Redes sociales
- Ray Spalding en Facebook
- Ray Spalding en X (antes Twitter)

- Datos: Q53361884
- Multimedia: Ray Spalding / Q53361884